# Thürnen
Thürnen é uma comuna da Suíça, situada no distrito de Sissach, no cantão de Basileia-Campo. Tem 2,25 km² de área e sua população em 2018 foi estimada em 1.363 habitantes.